# Moema quiii
Moema quiii är en fiskart som beskrevs av Huber 2003. Moema quiii ingår i släktet Moema och familjen Rivulidae. Inga underarter finns listade i Catalogue of Life.